# كومبيز
كومبيز (بالإنجليزية: Compiz) هو واحد من أوائل مديري المجموعات المركبة لنظام النوفذة س، يستخدم معدات ثلاثية الأبعاد لإنشاء مجموعات مركبة سريعة لمدير النوافذ. من أمثلة التأثيرات التي ينشئها كومبيز، مساحات العمل ثلاثية الأبعاد. من الممكن أن يشغل كومبيز محل ميتاستي في جنوم أو ك ون في كدي.
تم إصدار كومبيز لأول مرة كبرنامج حر بواسطة نوفل في سوزه لينكس.

## تركيب كومبيز على Ubuntu
لتركيب الكومبيز على أبونتو يجب عليك استخدام الأمر التالي في نافذة طرفية جنوم
sudo apt-get install compiz compizconfig-settings-manager

## معرض صور

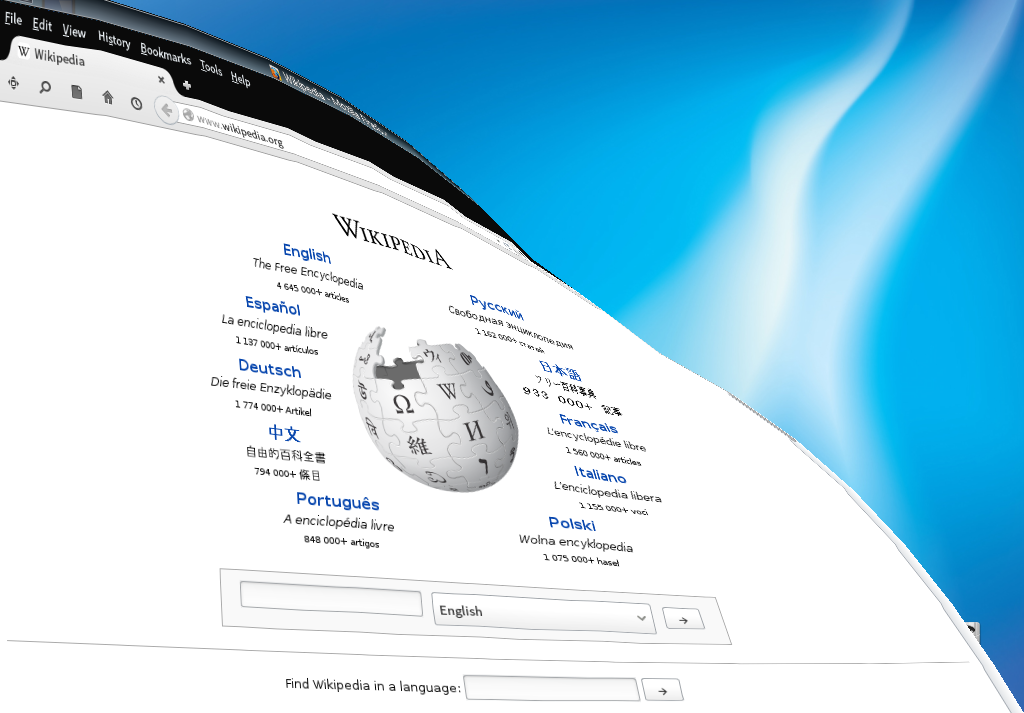
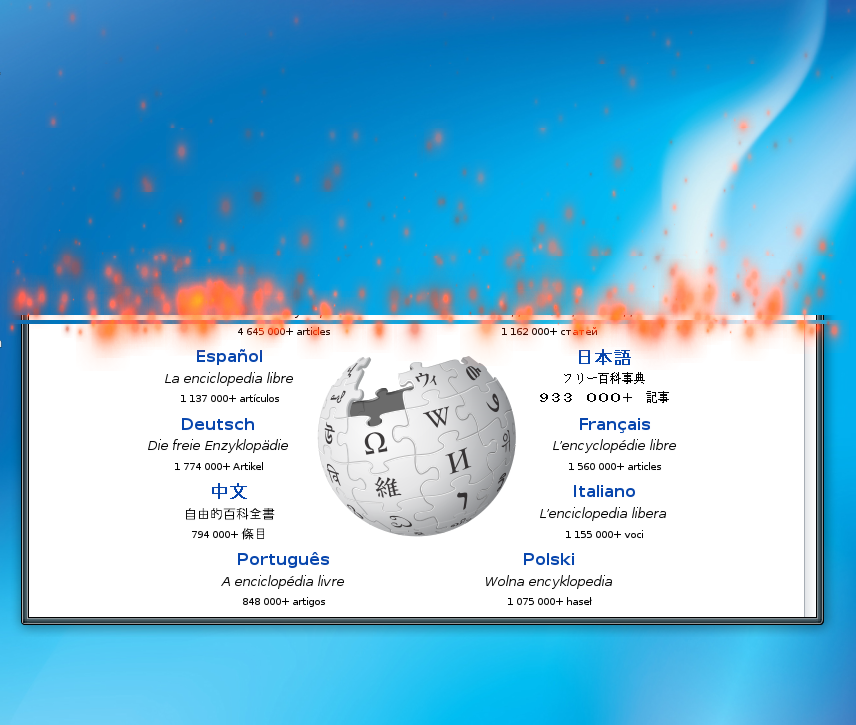
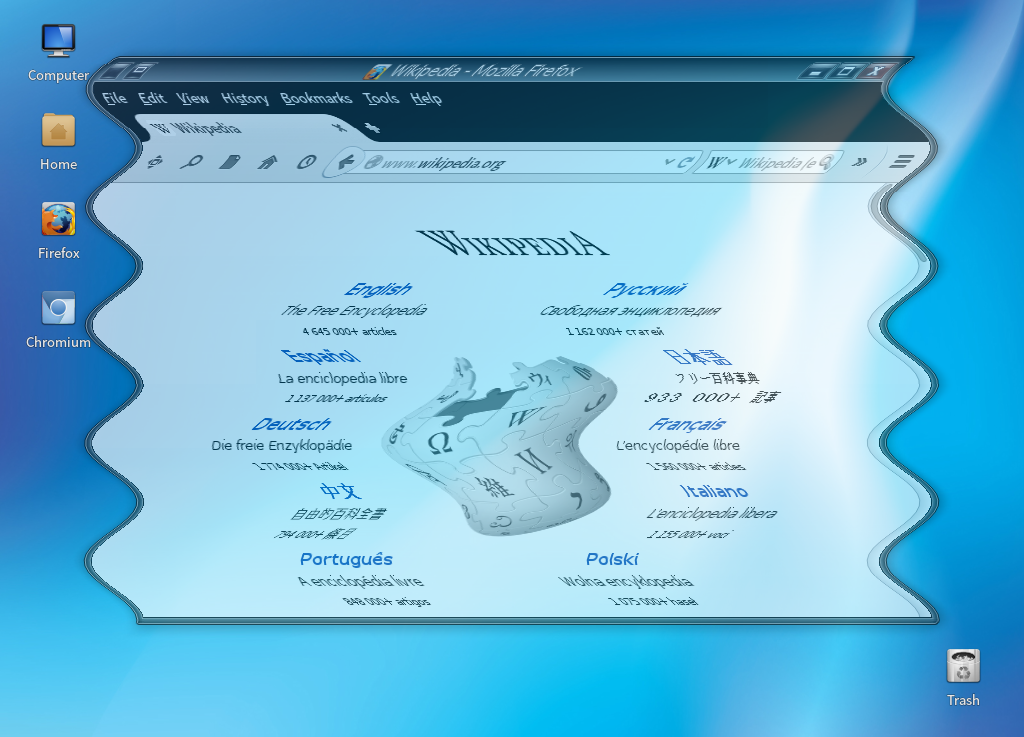
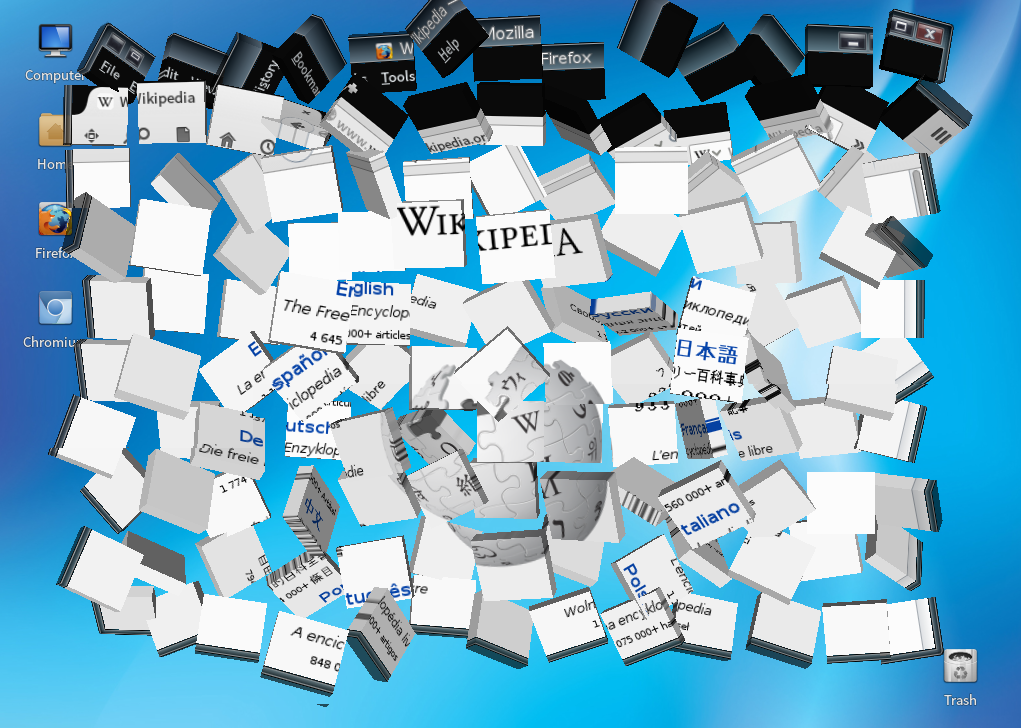
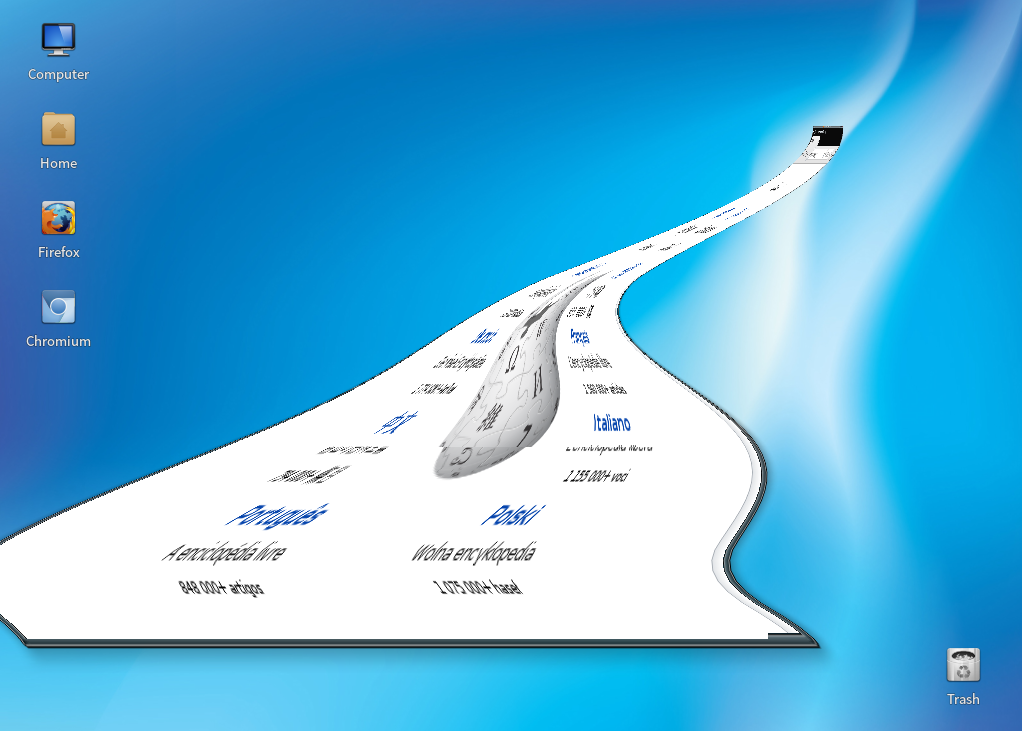

## وصلات خارجية
- كومبيز على موقع Open Hub (الإنجليزية)
- مقطع مرئي لكومبيز في إكس جي إل.